# ケイト・モス
ケイト・モス（Kate Moss）ことキャサリン・アン・モス（Katherine Ann Moss、1974年1月16日 - ）は、イギリスのファッションモデル。これまでに300冊以上の雑誌の表紙を飾ってきた。多くの広告キャンペーン出演で知られる。パーティーづくしのライフスタイルなども注目の的とされてきた。
米誌『フォーブス』の2007年度版「モデル所得番付」で2位。同2008年度版ではハイジ・クラムに次ぎ、アドリアナ・リマを凌いで3位（850万ドル）、2009年度版も同じく3位（900万ドル=約8億円）、2010年度版も同じく3位（1350万ドル=約10億8700万円）、2011年度版ではジゼル・ブンチェンに次ぎ、ナタリア・ヴォディアノヴァを凌いで2位（920万ドル=約7億円）となっている。
雑誌『マキシム』の「1999年のセクシーな女性50」の8位、そして『FHM』の「1995年のセクシーな女性100」で22位となった。2007年3月には、NME賞の最もセクシーな女性部門を受賞。2007年にイギリスの『サンデータイムズ』の「リッチな人物」リストで4,500万ポンドの価値があると推定され、イギリス99位の金持ち女性とされた。2009年の同リストでは4,100万ポンドの自己資本で、イギリス1348位の金持ちと評価されている。

## 来歴
ロンドンの旅行会社の娘として生まれた 。弟（ニック）がいる。13歳のときに両親が離婚。小学校から高校時代にかけて、勉強は不得意であったが、スポーツの成績は優秀であったという。
14歳のときにジャマイカでバカンスをしていた帰り、ニューヨークのJFK国際空港でモデル事務所「ストーム」の創設者にあたる人物からのスカウトを受ける。初仕事は15歳、イギリスの雑誌『ザ・フェイス』の白黒写真の表紙であった。以後、シンディ・クロフォード、クラウディア・シファー、ならびにナオミ・キャンベルなどといった、長身と曲線美を有する当時の“スーパーモデル”らと対照的な1990年代の“反スーパーモデル”として活躍。

## スタイル
1993年に起用されたカルバン・クラインのキャンペーンはウェイフルックの到来を告げた。同キャンペーンの写真について、当時の米国大統領であったビル・クリントンはその“ヘロイン・シック”（ヘロイン風味）の傾向に対し反対の趣旨の意見を示した。体重についての問いには「だから摂食障害じゃないって何回言えばいいわけ？」とコメント。ファッションモデルとしては身長が低かったが、多くのファッションラインの仕事をこなし商業的成功を収めるに至った。
国際的なファッションアイコンでもある。米国の「ファッションインフル賞」を始めとする多くの賞を獲得。21世紀初期には女優のシエナ・ミラーとともに“ボーホー・シック”の主な支持者の1人であった。それで『ヴァニティーフェア』2006年9月号のスタイル号の表紙を飾ることにもなった。近年、デニムカットオフのショーツ、HUNTERのラバーブーツ、UGGブーツ、バレエ・フラット、ヴィヴィアン・ウエストウッドのパイレーツブーツ、スキニージーンズ、チョッキ、アレキサンダー・マックイーンのスカルスカーフ、ルイ・ヴィトンのレオパードスカーフ、バレンシアガのハンドバッグとジーンズのハイウエストスタイルとウエストを固く縛っているベルトを敢えて緩めるスタイルを大衆化させた。
2006年「イギリス・ファッション・アワード」でモデル・オブ・ザ・イヤーを受賞。しかし、これは賛否両論を巻き起こし、新たな論争を生んだ。2008年には毛皮を頻繁に使用したとしてPETAの「ワーストドレッサー」に選ばれることともなった。

## 広告塔
その経歴を通してグッチ、ドルチェ&ガッバーナ、ルイヴィトン、ヴェルサーチ、カルヴァン・クライン、ロベルト・カバリ、シャネル、ミッソーニ、ロンシャン、デイヴィッド・ヤーマン、ディオール、イヴ・サンローラン、バーバリー、ステラ・マッカートニー、リンメル、ブルガリなどの広告に登場。
2005年4月、リンメルロンドンマスカラのTVCFが放送された。それは自身が革のジャケットを身に付けてモーターバイクに乗り、「アナザー・コールド・ビール」の曲に合わせてロンドンの街中を走るという内容である。
薬物スキャンダルから1年後の2006年秋冬シーズンのリンメル、アジャント・プロヴォカツール、ヴァージン・モバイル、ベルスタッフ、ディオール、ルイヴィトン、ロベルト・カバリ、ロンシャン、ステラ・マッカトニー、ブルガリ、シャネル、ニコン、デイヴィッド・ヤーマン、ヴェルサーチ、カルバン・クラインジーンズ、バーバーリーなど18の契約を獲得し復帰。ケイティ・イングランドやトップショップと協力してデザイン業界へ進出した。2007年には自身の名前を冠した香水とボディローションラインの展開を開始。
2007年にはイギリスのハイ・ストリートブランド「トップショップ」とのコラボレーションにより、“kate moss for Topshop”というコレクションを発表。当日は買い物客が殺到して入場規制が敷かれ、1人あたりの試着枚数、購入枚数まで制限された。イギリス本土に数日遅れで米国でも発売され、バーニーズ・ニューヨークにてハイ・ストリート・ブランドを取り扱う異例の事態だったのだが、こちらもイギリスと同じく早々に完売するアイテムがあった。フランスでは有名高級セレクトショップのコレットが取り扱うこととなった。日本では、当時は唯一原宿だけにあったトップショップの直営店舗にて、5月25日より販売された。
2011年7月、日本のレディースアパレルブランド、ラグナムーンのカタログモデルとして登場。日本でのモデル契約は約6年ぶりとなり話題を呼んだ。
2012年には米国発のファッションブランド「ラグ&ボーン」史上初の広告キャンペーンのモデルに起用。さらにサルヴァトーレ・フェラガモから広告塔起用（同ブランドからの起用は自身初）。2013年にはヘアケアブランド「ケラスターゼ」の広告塔へ（同じく初）。米国のシューズブランド「スチュアート・ワイツマン」の広告に起用、靴のブランドからの起用は20年間のモデル活動で初のことであった。1993年から20年間にわたり継続して担ってきたヴェルサーチの広告塔活動は39歳を迎えた同年にあっても健在であった。
2014年には1999年から馴染みのファッションブランド「バーバリー」のイメージモデルにカーラ・デルヴィーニュとともに就任。トップショップとのコラボレーション「Kate Moss for Topshop」の4年ぶりの復活もあった。

## 雑誌
イギリス、アメリカ、フランス版『ヴォーグ』、『アナザーマン』『ヴァニティ・フェア』『フェイス』『W』を含む主要なファッション雑誌のほとんどに登場し、いずれも大々的に取り上げられた。ケイトはイギリス版『ヴォーグ』の表紙を26回飾っており、その他の国の『ヴォーグ』の表紙にも何度か登場している。『W』の表紙は17回飾っている。同誌はケイトを「ミューズ」とさえ呼んだ（2003年9月号）。彼女はこれまでにマリオ・テスティーノ、マリオ・ソレンティ、スティーヴン・クライン、ヤーゲン・テラー、ピーター・リンドバーグなどファッション産業で最も有名なカメラマンと仕事をして、ファッションインスピレーションとして2005年7月にアメリカファッション協議会からヴォーグ/CFDA賞を贈られた。彼女が授賞式に着ていった衣装はジョン・ガリアーノがデザインしたクリスチャン・ディオールのものだった。

## 各種出演
2013年にはポール・マッカートニーの楽曲「クイーニー・アイ」のミュージックビデオに出演、ジョニー・デップをはじめ、リリー・コール、クリス・パイン、アリス・イヴ、ジュード・ロウ、メリル・ストリープ、ショーン・ペンなどの面々との共演を果たした。同年には『PLAYBOY』誌の創刊60周年記念号の表紙に登場し、誌面で18ページにわたる特集が組まれた。

### 映画出演
- アンジップト (1994)
- ＳＵＰＥＲ　ＭＯＤＥＬ’Ｓ　ＣＡＴＷＡＬＫ (1995)
- ズーランダー NO.2 (2016)
- ザッツ・ファビュラス! (2016)
- レッド・ノーズ・デイ・アクチュアリー（2017年）

## 薬物スキャンダル
2005年9月にイギリスのタブロイド紙のデイリー・ミラーがコカインを吸っているモスの写真を掲載したことを受け、ロンドン警視庁はこの件について調査を開始すると発表した。その影響からついには何年もの間広告塔役を務めてきたバーバリーやH&Mの広告からも降ろされてしまい、「コカイン・ケイト」のあだ名までついてしまった。
また10月には恋人でコカイン摂取を公言していた元リバティーンズのメンバー、ピート・ドハーティが逮捕されケイト本人の逮捕も秒読み状態に入ったと言われているなどまさにこれからのモデルとしての将来だけでなく、人生そのものが危なくなってきたとされていた。
この事件により、最終的にはそれまで契約していた広告は全て打ち切られ、一時はモデルとして世界から見放された状態にまで追い込まれることとなった。

### 復帰
世間からの非難のなか、ファッション雑誌、雑誌編集長やモデルなどのファッション業界関係者からの擁護に恵まれ復帰。特にデザイナーのアレキサンダー・マックイーンが著名な擁護者であった。薬物スキャンダル発覚直後のパリコレで、「We Love You Kate」とプリントされたTシャツを着てランウェイに登場した。
契約打ち切りとされていたバーバリーの広告や大手バッグメーカー・ロンシャンの広告で復帰。イギリスのコスメティックメーカー・リンメルのイメージキャラクターになり、日本でもテレビコマーシャルが放映され、キャンペーンのため来日も果たした。
雑誌『フォーブス』によると薬物スキャンダルから以前にも増してより多くの収入を得た。彼女の2004 - 2005年の所得は500万ドル、2005 - 2006年は800万ドルであった。2007年には年収は900万ドルと見積もられ、ジゼル・ブンチェンに次ぐ収入を得たモデルと言われた。さらに2008年の収入は同誌の調べておよそ850万ドルと見積もられ、ジゼル・ブンチェン、ハイジ・クラムに次ぎ、アドリアナ・リマをおさえた。

## 私生活
- 恋多き女性として知られるケイトだが、その中でもっとも有名なのが俳優のジョニー・デップとの交際である。デップの独特な私服のセンスはケイトに影響を受けたとも言われる[40]。3、4年と長期にわたり交際し婚約もしていたが有名なふたりは多くのパパラッチから注目をあびそのストレスから婚約破棄。ケイトはこの失恋の痛みを癒そうとアルコールに走り、アルコール依存症で入院したこともある[41]。
- ビリー・ゼイン、マリオ・ソレンティなどとの交際歴もある。
- イギリスの雑誌『デイズド & コンフューズド』の創設者であり編集長だったジェファーソン・ハックと交際し、2002年9月に娘・ライラを授かる。結婚はせずに、2004年に破局した。しかし、現在もハックと娘と3人で過ごす姿が目撃されている[42]。
- ピート・ドハーティとは交際と破局を繰り返した。彼女の薬物スキャンダルはドハーティの影響ではないかと噂された[40]。婚約し2007年1月に挙式をするといわれたが、その後、破局。フランス版「VOGUE」にピートとのデュエット曲のCDが付録なる予定であったがその号の発売直前に2人が破局したため、CDはお蔵入りとなった[40]。
- ピートと破局後、一時期、オジー・オズボーンの息子・ジャックとの恋仲が噂された[40]。
- 2007年頃からザ・キルズのジェイミー・ヒンスと交際している[43]。
- コートニー・ラブと90年代にイタリア・ミラノにてレズビアン初体験をしている。[44]
- 2011年にジェイミー・ヒンスと結婚したが、2016年に離婚が成立[45]。
- モデル時代はセクハラとしか言えない強要を何度もされたことがあり不快感があったことを述べている。それだけに娘には「やりたくないことは本当にやらなくてもいい」と諭しているという[46]。

## 関連書籍
- 『ケイト・モス 美しく呪われし者』（ブルース・インターアクションズ、2007年）